# Asensio de Eléicegui

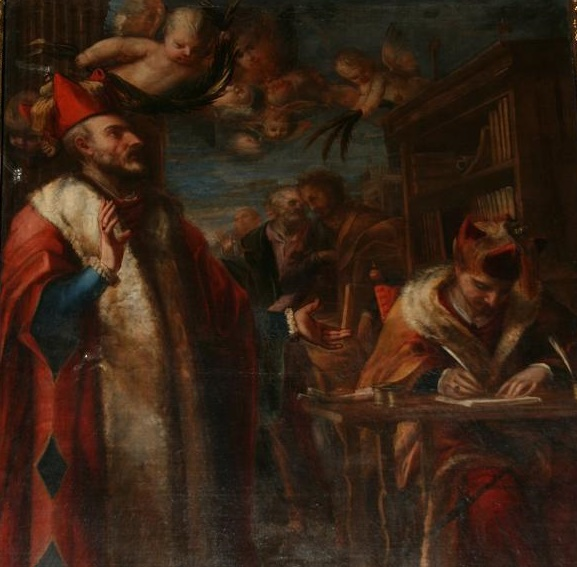
Santos Cosme y Damián (detalle), óleo sobre lienzo, Zaragoza, iglesia del Hospital de Nuestra Señora de Gracia.

Asensio de Eléicegui fue un pintor barroco español, natural de Tolosa en Guipúzcoa y activo en Zaragoza a finales del siglo XVII. Padre de Valeria de Eléicegui, esposa de Bartolomé Vicente (1632-1708), y de José Eléicegui y Asensio, que fue también pintor en Tudela donde falleció en 1743.
Citándolo únicamente por el nombre, Antonio Palomino lo destacó como retratista en una relación de pintores zaragozanos que, si bien no descollaron como pintores en lo general, sí lo hicieron en algún aspecto particular:

como en retratos Asensio, en flores Polo, en países Pertús, en batallas Rabiella, y en arquitecturas y ornatos Francisco Plano, que aseguran, no le hacían ventaja los célebres boloñeses Colona y Mitelli.

Sin embargo, lo único que se conoce de Asensio de Eléicegui es un óleo con los Santos Cosme y Damián conservado en la iglesia del Hospital de Nuestra Señora de Gracia de Zaragoza, fundación del obispo Diego de Castrillo (1677-1686), para el que debió de ser pintado. Datado hacia 1680, se advierte en él la pincelada ligera y colorista de Carreño aprendida de su yerno. Es posible que se trate del mismo cuadro que Mario de la Sala Valdés describe en sus Estudios de Zaragoza (1886), si bien localizándolo en la iglesia de San Gil Abad, del que por desconocer al autor y teniéndolo por obra de mérito, comenta que

no debió salir del estudio de artista local, pues por lo elegante del dibujo, la belleza del colorido y lo correcto de la composición nos parece harto superior a las facultades de Jusepe Martínez, su hijo Fr. Antonio, Jerónimo Secano, Bartolomé Vicente, Francisco del Plano y Vicente Berdusán que hacia el último cuarto del siglo XVII llevaban en Zaragoza la bandera del arte.